# Campionati del mondo di atletica leggera indoor 2024
I Campionati del mondo di atletica leggera indoor 2024 (in inglese 19th World Athletics Indoor Championships) sono stati la 19ª edizione dei campionati del mondo di atletica leggera indoor. La competizione si è svolta tra il 1º e il 3 marzo presso la Emirates Arena di Glasgow, nel Regno Unito. Il Regno Unito ha ospitato per la terza volta questa manifestazione, dopo Birmingham 2003 e 2018.

## Criteri di partecipazione
Gli atleti potevano qualificarsi in uno dei seguenti modi (ad eccezione delle prove multiple):
- conseguendo il minimo tra il 1º gennaio 2023 e il 18 febbraio 2024;
- attraverso la Wild Card del World Athletics Indoor Tour (vincitori delle edizioni 2023 e 2024);
- attraverso i World Athletics Rankings alla data del 18 febbraio 2024. Questo sistema verrà utilizzato per raggiungere i Target Numbers, nel caso i precedenti metodi non fossero sufficienti.

Le tabelle che seguono riportano i tempi e le misure che gli atleti dovranno stabilire per poter qualificarsi tramite minimo.

### Uomini
| Gara                  | Prestazione indoor           | Prestazione outdoor            |
| --------------------- | ---------------------------- | ------------------------------ |
| 60 metri              | 6"58                         | 10"00 (100 m)                  |
| 400 metri             | 45"90                        | 44"80                          |
| 800 metri             | 1'46"00                      | 1'44"00                        |
| 1 500 metri           | 3'36"00 (3'53"50 nel miglio) | 3'32"00 (3'48"80 nel miglio)   |
| 3 000 metri           | 7'34"00                      | 7'28"00 (12'50"00 nei 5 000 m) |
| 60 metri hs           | 7"62                         | 13"28 (110 m hs)               |
| Staffetta 4×400 metri | nessun minimo                | nessun minimo                  |
| Salto in alto         | 2,34 m                       | 2,34 m                         |
| Salto con l'asta      | 5,90 m                       | 5,90 m                         |
| Salto in lungo        | 8,28 m                       | 8,28 m                         |
| Salto triplo          | 17,25 m                      | 17,25 m                        |
| Getto del peso        | 21,70 m                      | 21,70 m                        |
| Eptathlon             | vedi sotto                   | vedi sotto                     |

### Donne
| Gara                  | Prestazione indoor           | Prestazione outdoor            |
| --------------------- | ---------------------------- | ------------------------------ |
| 60 metri              | 7"19                         | 11"05 (100 m)                  |
| 400 metri             | 51"60                        | 50"50                          |
| 800 metri             | 2'00"80                      | 1'58"00                        |
| 1 500 metri           | 4'06"50 (4'26"00 nel miglio) | 4'00"00 (4'18"00 nel miglio)   |
| 3 000 metri           | 8'37"00                      | 8'27"00 (14'32"00 nei 5 000 m) |
| 60 metri hs           | 8"02                         | 12"80 (100 m hs)               |
| Staffetta 4×400 metri | nessun minimo                | nessun minimo                  |
| Salto in alto         | 1,98 m                       | 1,98 m                         |
| Salto con l'asta      | 4,80 m                       | 4,80 m                         |
| Salto in lungo        | 6,89 m                       | 6,89 m                         |
| Salto triplo          | 14,62 m                      | 14,62 m                        |
| Getto del peso        | 19,30 m                      | 19,30 m                        |
| Pentathlon            | vedi sotto                   | vedi sotto                     |

### Regole di partecipazione
- Ogni Paese può presentare fino a tre atleti (quattro nel caso di una Wild Card) per ogni specialità. Di questi, solo due (tre nel caso di una Wild Card) possono prender parte alla gara (con l'eccezione delle prove multiple e delle staffette).
- Per quanto riguarda le prove multiple, la World Athletics invita a partecipare dodici atleti uomini e dodici donne secondo questi criteri:
  - il vincitore del Combined Events Tour 2023;
  - i cinque migliori atleti provenienti dalle classifiche outdoor 2023 (al 31 dicembre 2023), con un massimo di un atleta per Paese;
  - i cinque migliori atleti provenienti dalle classifiche indoor 2024 (all'11 febbraio 2024);
  - un atleta scelto a discrezione della World Athletics;

In totale, non possono partecipare più di due atleti uomini e due atlete donne per ciascun Paese.
- Per la staffetta, ogni Paese può inserire fino a otto atleti per ogni squadra;
- I Paesi che non hanno atleti uomini o donne qualificatisi, possono presentare un solo atleta uomo o un'atleta donna in una gara di corsa (ad eccezione degli 800 metri piani). Solo in casi eccezionali e in accordo con il Delegato Tecnico, può essere accettata la partecipazione di un atleta non qualificato in una gara tra 800 metri piani, salto in lungo, salto triplo o getto del peso;

L'accettazione delle iscrizioni degli atleti non qualificatisi è comunque a discrezione del Delegato Tecnico;
- Se il paese ospitante non ha atleti qualificati in una gara, può comunque far partecipare un solo atleta in tale gara, indipendentemente dall'ottenimento del minimo di partecipazione (ad eccezione di eptathlon e pentathlon; per gli 800 metri piani e i concorsi l'accettazione della partecipazione spetta al Delegato Tecnico).
- Gli atleti con un'età compresa tra i 16 e i 17 anni (al 31 dicembre 2024, ovvero nati nel 2008 o 2007) non possono partecipare al getto del peso;
- Non possono prendere parte a nessuna gara in programma atleti minori di 16 anni (al 31 dicembre 2024, nati cioè dal 2009 in poi).

A ogni gara può prendere parte un numero massimo di atleti (detto Target Number), riportato nella seguente tabella:
| Gara                    | Numero massimo di partecipanti |
| ----------------------- | ------------------------------ |
| 60 m                    | 56                             |
| 400 m                   | 30                             |
| 800 m                   | 30                             |
| 1500 m                  | 30                             |
| 3000 m (finale diretta) | 15                             |
| 60 m hs                 | 48                             |
| Salto in alto           | 12                             |
| Salto con l'asta        | 12                             |
| Salto in lungo          | 16                             |
| Salto triplo            | 16                             |
| Getto del peso          | 16                             |
| Eptathlon/Pentathlon    | 12                             |
| Staffetta 4×400 m       | nessun limite                  |

## Nazioni partecipanti
Hanno preso parte a questi campionati 133 paesi membri della World Athletics.
Russia e Bielorussia non hanno partecipato alla competizione in quanto escluse da World Athletics come sanzione in conseguenza dell'invasione russa dell'Ucraina.
- Afghanistan (1)
- Albania (1)
- Algeria (3)
- Andorra (1)
- Arabia Saudita (1)
- Argentina (1)
- Armenia (1)
- Australia (7)
- Austria (5)
- Bahamas (6)
- Bangladesh (1)
- Barbados (2)
- Belgio (24)
- Benin (1)
- Bolivia (1)
- Bosnia ed Erzegovina (1)
- Botswana (1)
- Brasile (20)
- Bulgaria (1)
- Burkina Faso (1)
- Camerun (1)
- Canada (17)
- Cile (3)
- Cina (8)
- Cipro (2)
- Colombia (2)
- Comore (1)
- Corea del Sud (1)
- Croazia (3)
- Cuba (4)
- Danimarca (5)
- Dominica (1)
- Ecuador (1)
- Egitto (1)
- El Salvador (1)
- Estonia (3)
- eSwatini (1)
- Etiopia (16)
- Figi (1)
- Filippine (3)
- Finlandia (10)
- Francia (15)
- Gambia (1)
- Germania (9)
- Gibilterra (1)
- Gibuti (1)
- Giordania (1)
- Gran Bretagna (25)
- Grecia (9)
- Guam (1)
- Haiti (1)
- Honduras (1)
- India (2)
- Iran (1)
- Iraq (1)
- Irlanda (11)
- Islanda (1)
- Isole Cayman (1)
- Isole Cook (1)
- Isole Marianne Settentrionali (1)
- Isole Marshall (1)
- Isole Salomone (1)
- Isole Vergini Americane (1)
- Isole Vergini Britanniche (2)
- Italia (21)
- Giamaica (23)
- Giappone (8)
- Kazakistan (2)
- Kenya (12)
- Kirghizistan (1)
- Kuwait (1)
- Lettonia (2)
- Libano (1)
- Liberia (1)
- Lituania (2)
- Lussemburgo (4)
- Macao (1)
- Macedonia del Nord (1)
- Madagascar (1)
- Malta (1)
- Maldive (1)
- Mali (1)
- Marocco (4)
- Mauritius (1)
- Messico (3)
- Micronesia (1)
- Moldavia (1)
- Monaco (1)
- Montenegro (1)
- Montserrat (1)
- Mozambico (1)
- Nauru (1)
- Nigeria (6)
- Norvegia (6)
- Nuova Zelanda (10)
- Oman (1)
- Paesi Bassi (22)
- Pakistan (1)
- Palau (1)
- Papua Nuova Guinea (1)
- Paraguay (1)
- Polinesia francese (1)
- Polonia (24)
- Portogallo (17)
- Porto Rico (3)
- Rep. Ceca (23)
- RD del Congo (1)
- Romania (7)
- Ruanda (1)
- Saint Lucia (1)
- Samoa Americane (1)
- San Marino (1)
- Serbia (4)
- Seychelles (1)
- Sierra Leone (1)
- Singapore (1)
- Slovacchia (9)
- Slovenia (6)
- Spagna (21)
- Stati Uniti (71)
- Sudafrica (3)
- Svezia (10)
- Svizzera (12)
- Tanzania (1)
- Tonga (1)
- Trinidad e Tobago (2)
- Turchia (3)
- Turks e Caicos (1)
- Tuvalu (1)
- Ucraina (7)
- Uganda (1)
- Ungheria (11)
- Uruguay (2)

## Calendario
| Data             | 1º | 1º   | 2  | 2    | 3 | 3 |
| Evento           |    |      |    |      |   |   |
| ---------------- | -- | ---- | -- | ---- | - | - |
| 60 m             | B  | SF F |    |      |   |   |
| 400 m            | B  | SF   |    | F    |   |   |
| 800 m            | B  |      | SF |      |   | F |
| 1 500 m          |    | B    |    |      |   | F |
| 3 000 m          |    |      |    | F    |   |   |
| 60 m hs          |    |      | B  | SF F |   |   |
| Salto in alto    |    |      |    |      | F |   |
| Salto con l'asta |    |      |    |      |   | F |
| Salto in lungo   |    |      | F  |      |   |   |
| Salto triplo     |    |      |    | F    |   |   |
| Getto del peso   |    | F    |    |      |   |   |
| Eptathlon        |    |      | F  | F    | F | F |
| 4×400 m          |    |      |    |      | B | F |

| P | Batterie preliminari | B | Batterie | Q | Qualificazioni | SF | Semifinali | F | Finale |

| Data             | 1º | 1º | 2  | 2    | 3 | 3    |
| Evento           |    |    |    |      |   |      |
| ---------------- | -- | -- | -- | ---- | - | ---- |
| 60 m             |    |    | B  | SF F |   |      |
| 400 m            | B  | SF |    | F    |   |      |
| 800 m            | B  |    | SF |      |   | F    |
| 1 500 m          |    | B  |    |      |   | F    |
| 3 000 m          |    |    |    | F    |   |      |
| 60 m hs          |    |    |    |      | B | SF F |
| Salto in alto    |    | F  |    |      |   |      |
| Salto con l'asta |    |    |    | F    |   |      |
| Salto in lungo   |    |    |    |      |   | F    |
| Salto triplo     |    |    |    |      | F |      |
| Getto del peso   | F  |    |    |      |   |      |
| Pentathlon       | F  | F  |    |      |   |      |
| 4×400 m          |    |    |    |      | B | F    |

## Medagliati

### Uomini
| Specialità | Oro                                                                               | Prestazione     | Argento                                                                                              | Prestazione     | Bronzo | Prestazione |
| Corse piane |                                                                                   |                 | |                 | |             |
| 60 m (dettagli) | Christian Coleman                                                                 | 6"41            | Noah Lyles                                                                                           | 6"44            | Ackeem Blake                                                                                                  | 6"46        |
| 400 m (dettagli) | Alexander Doom                                                                    | 45"25           | Karsten Warholm                                                                                      | 45"34           | Rusheen McDonald                                                                                              | 45"65       |
| 800 m (dettagli) | Bryce Hoppel                                                                      | 1'44"92         | Andreas Kramer                                                                                       | 1'45"27         | Eliott Crestan                                                                                                | 1'45"32     |
| 1 500 m (dettagli) | Geordie Beamish                                                                   | 3'36"54         | Cole Hocker                                                                                          | 3'36"69         | Hobbs Kessler                                                                                                 | 3'36"72     |
| 3 000 m (dettagli) | Josh Kerr                                                                         | 7'42"98         | Yared Nuguse                                                                                         | 7'43"59         | Selemon Barega                                                                                                | 7'43"64     |
| Corse a ostacoli |                                                                                   |                 | |                 | |             |
| 60 m hs (dettagli) | Grant Holloway                                                                    | 7"29 =          | Lorenzo Simonelli                                                                                    | 7"43            | Just Kwaou-Mathey                                                                                             | 7"47        |
| Salti |                                                                                   |                 | |                 | |             |
| Salto in alto (dettagli) | Hamish Kerr                                                                       | 2,36 m =        | Shelby McEwen                                                                                        | 2,28 m          | Woo Sang-hyeok                                                                                                | 2,28 m      |
| Salto con l'asta (dettagli) | Armand Duplantis                                                                  | 6,05 m          | Sam Kendricks                                                                                        | 5,90 m          | Emmanouīl Karalīs                                                                                             | 5,85 m      |
| Salto in lungo (dettagli) | Miltiadīs Tentoglou                                                               | 8,22 m (8,19 m) | Mattia Furlani                                                                                       | 8,22 m (8,10 m) | Carey McLeod                                                                                                  | 8,21 m      |
| Salto triplo (dettagli) | Hugues Fabrice Zango                                                              | 17,53 m         | Yasser Triki                                                                                         | 17,35 m         | Tiago Pereira                                                                                                 | 17,08 m     |
| Lanci |                                                                                   |                 | |                 | |             |
| Getto del peso (dettagli) | Ryan Crouser                                                                      | 22,69 m         | Tom Walsh                                                                                            | 22,07 m         | Leonardo Fabbri                                                                                               | 21,96 m     |
| Prove multiple |                                                                                   |                 | |                 | |             |
| Eptathlon (dettagli) | Simon Ehammer                                                                     | 6418 p.         | Sander Skotheim                                                                                      | 6407 p.         | Johannes Erm                                                                                                  | 6340 p.     |
| Staffette |                                                                                   |                 | |                 | |             |
| Staffetta 4×400 m (dettagli) | Belgio Jonathan Sacoor Dylan Borlée Christian Iguacel Alexander Doom Tibo De Smet | 3'02"54         | Stati Uniti Jacory Patterson Matthew Boling Noah Lyles Christopher Bailey Paul Dedewo Trevor Bassitt | 3'02"60         | Paesi Bassi Liemarvin Bonevacia Ramsey Angela Terrence Agard Tony van Diepen Taymir Burnet Isaya Klein Ikkink | 3'04"25     |
| record mondiale; record mondiale stagionale; record africano; record asiatico; record europeo; record nord-centroamericano e caraibico; record sudamericano; record oceaniano; record dei campionati; record nazionale; record personale; record personale stagionale. |                                                                                   |                 | |                 | |             |

### Donne
| Specialità | Oro | Prestazione | Argento                                                                                           | Prestazione | Bronzo                                                                        | Prestazione |
| Corse piane | |             |                                                                                                   |             |                                                                               |             |
| 60 m (dettagli) | Julien Alfred                                                                                               | 6"98        | Ewa Swoboda                                                                                       | 7"00        | Zaynab Dosso                                                                  | 7"05        |
| 400 m (dettagli) | Femke Bol                                                                                                   | 49"17       | Lieke Klaver                                                                                      | 50"16       | Alexis Holmes                                                                 | 50"24       |
| 800 m (dettagli) | Tsige Duguma                                                                                                | 2'01"90     | Jemma Reekie                                                                                      | 2'02"72     | Noélie Yarigo                                                                 | 2'03"15     |
| 1 500 m (dettagli) | Freweyni Hailu                                                                                              | 4'01"46     | Nikki Hiltz                                                                                       | 4'02"32     | Emily Mackay                                                                  | 4'02"69     |
| 3 000 m (dettagli) | Elinor Purrier St. Pierre                                                                                   | 8'20"87     | Gudaf Tsegay                                                                                      | 8'21"13     | Beatrice Chepkoech                                                            | 8'22"68     |
| Corse a ostacoli | |             |                                                                                                   |             |                                                                               |             |
| 60 m hs (dettagli) | Devynne Charlton                                                                                            | 7"65        | Cyréna Samba-Mayela                                                                               | 7"74        | Pia Skrzyszowska                                                              | 7"79        |
| Salti | |             |                                                                                                   |             |                                                                               |             |
| Salto in alto (dettagli) | Nicola Olyslagers                                                                                           | 1,99 m      | Jaroslava Mahučich                                                                                | 1,97 m      | Lia Apostolovski                                                              | 1,95 m =    |
| Salto con l'asta (dettagli) | Molly Caudery                                                                                               | 4,80 m      | Eliza McCartney                                                                                   | 4,80 m      | Katie Moon                                                                    | 4,75 m      |
| Salto in lungo (dettagli) | Tara Davis-Woodhall                                                                                         | 7,07 m      | Monae' Nichols                                                                                    | 6,85 m      | Fátima Diame                                                                  | 6,78 m      |
| Salto triplo (dettagli) | Thea LaFond                                                                                                 | 15,01 m     | Leyanis Pérez Hernández                                                                           | 14,90 m     | Ana Peleteiro-Compaoré                                                        | 14,75 m     |
| Lanci | |             |                                                                                                   |             |                                                                               |             |
| Getto del peso (dettagli) | Sarah Mitton                                                                                                | 20,22 m     | Yemisi Ogunleye                                                                                   | 20,19 m     | Chase Jackson                                                                 | 19,67 m     |
| Prove multiple | |             |                                                                                                   |             |                                                                               |             |
| Pentathlon (dettagli) | Noor Vidts                                                                                                  | 4773 p.     | Saga Vanninen                                                                                     | 4677 p.     | Sofie Dokter                                                                  | 4571 p.     |
| Staffette | |             |                                                                                                   |             |                                                                               |             |
| Staffetta 4×400 m (dettagli) | Paesi Bassi Lieke Klaver Cathelijn Peeters Lisanne de Witte Femke Bol Myrte van der Schoot Eveline Saalberg | 3'25"07     | Stati Uniti Quanera Hayes Talitha Diggs Bailey Lear Alexis Holmes Jessica Wright Na'Asha Robinson | 3'25"34     | Gran Bretagna Laviai Nielsen Lina Nielsen Ama Pipi Jessie Knight Hannah Kelly | 3'26"36     |
| record mondiale; record mondiale stagionale; record africano; record asiatico; record europeo; record nord-centroamericano e caraibico; record sudamericano; record oceaniano; record dei campionati; record nazionale; record personale; record personale stagionale. | |             |                                                                                                   |             |                                                                               |             |

## Medagliere
| Pos.   | Nazione       | Oro | Argento | Bronzo | Totale |
| ------ | ------------- | --- | ------- | ------ | ------ |
| 1      | Stati Uniti   | 6   | 9       | 5      | 20     |
| 2      | Belgio        | 3   | 0       | 1      | 4      |
| 3      | Nuova Zelanda | 2   | 2       | 0      | 4      |
| 4      | Paesi Bassi   | 2   | 1       | 2      | 5      |
| 5      | Etiopia       | 2   | 1       | 1      | 4      |
| 5      | Gran Bretagna | 2   | 1       | 1      | 4      |
| 7      | Svezia        | 1   | 1       | 0      | 2      |
| 8      | Grecia        | 1   | 0       | 1      | 2      |
| 9      | Australia     | 1   | 0       | 0      | 1      |
| 9      | Bahamas       | 1   | 0       | 0      | 1      |
| 9      | Burkina Faso  | 1   | 0       | 0      | 1      |
| 9      | Canada        | 1   | 0       | 0      | 1      |
| 9      | Dominica      | 1   | 0       | 0      | 1      |
| 9      | Saint Lucia   | 1   | 0       | 0      | 1      |
| 9      | Svizzera      | 1   | 0       | 0      | 1      |
| 16     | Italia        | 0   | 2       | 2      | 4      |
| 17     | Norvegia      | 0   | 2       | 0      | 2      |
| 18     | Francia       | 0   | 1       | 1      | 2      |
| 18     | Polonia       | 0   | 1       | 1      | 2      |
| 20     | Algeria       | 0   | 1       | 0      | 1      |
| 20     | Cuba          | 0   | 1       | 0      | 1      |
| 20     | Finlandia     | 0   | 1       | 0      | 1      |
| 20     | Germania      | 0   | 1       | 0      | 1      |
| 20     | Ucraina       | 0   | 1       | 0      | 1      |
| 25     | Giamaica      | 0   | 0       | 3      | 3      |
| 26     | Spagna        | 0   | 0       | 2      | 2      |
| 27     | Benin         | 0   | 0       | 1      | 1      |
| 27     | Estonia       | 0   | 0       | 1      | 1      |
| 27     | Kenya         | 0   | 0       | 1      | 1      |
| 27     | Corea del Sud | 0   | 0       | 1      | 1      |
| 27     | Portogallo    | 0   | 0       | 1      | 1      |
| 27     | Slovenia      | 0   | 0       | 1      | 1      |
| Totale | Totale        | 26  | 26      | 26     | 78     |

## Classifica a punti
La classifica a punti prevede, per ogni gara, l'assegnazione di 8 punti al primo classificato, 7 punti al secondo classificato e così via fino all'ottavo classificato, che riceve un solo punto. La somma dei punti forma la classifica.
| Pos. | Nazione       | Oro | Argento | Bronzo | 4º | 5º | 6º | 7º | 8º | Totale |
| ---- | ------------- | --- | ------- | ------ | -- | -- | -- | -- | -- | ------ |
| 1    | Stati Uniti   | 6   | 9       | 5      | 3  | 6  | 3  | 3  | 0  | 195    |
| 2    | Gran Bretagna | 2   | 1       | 1      | 2  | 1  | 2  | 1  | 0  | 51     |
| 3    | Italia        | 0   | 2       | 2      | 3  | 1  | 0  | 2  | 1  | 50     |
| 4    | Etiopia       | 2   | 1       | 1      | 1  | 2  | 1  | 2  | 0  | 49     |
| 5    | Belgio        | 3   | 0       | 1      | 1  | 0  | 2  | 1  | 2  | 45     |
| 6    | Nuova Zelanda | 2   | 2       | 0      | 2  | 1  | 0  | 0  | 0  | 44     |
| 7    | Paesi Bassi   | 2   | 1       | 2      | 0  | 1  | 0  | 1  | 1  | 42     |
| 8    | Spagna        | 0   | 0       | 2      | 1  | 1  | 2  | 0  | 0  | 27     |
| 9    | Giamaica      | 0   | 0       | 3      | 0  | 0  | 2  | 1  | 0  | 26     |
| 10   | Francia       | 0   | 1       | 1      | 0  | 1  | 1  | 1  | 2  | 24     |
| 11   | Svezia        | 1   | 1       | 0      | 0  | 1  | 0  | 0  | 4  | 23     |
| 11   | Polonia       | 0   | 1       | 1      | 0  | 2  | 0  | 1  | 0  | 23     |
| 13   | Germania      | 0   | 1       | 0      | 3  | 0  | 0  | 0  | 0  | 22     |
| 14   | Kenya         | 0   | 0       | 1      | 3  | 0  | 0  | 0  | 0  | 21     |
| 15   | Bahamas       | 1   | 0       | 0      | 1  | 0  | 2  | 0  | 0  | 19     |
| 16   | Norvegia      | 0   | 2       | 0      | 0  | 1  | 0  | 0  | 0  | 18     |
| 16   | Grecia        | 1   | 0       | 1      | 0  | 0  | 0  | 2  | 0  | 18     |
| 18   | Svizzera      | 1   | 0       | 0      | 1  | 1  | 0  | 0  | 0  | 17     |
| 18   | Australia     | 1   | 0       | 0      | 1  | 1  | 0  | 0  | 0  | 17     |
| 18   | Portogallo    | 0   | 0       | 1      | 2  | 0  | 0  | 0  | 1  | 17     |
| 21   | Ucraina       | 0   | 1       | 0      | 1  | 0  | 1  | 0  | 0  | 15     |
| 22   | Rep. Ceca     | 0   | 0       | 0      | 0  | 1  | 3  | 0  | 0  | 13     |
| 23   | Canada        | 1   | 0       | 0      | 0  | 0  | 0  | 0  | 0  | 8      |
| 23   | Burkina Faso  | 1   | 0       | 0      | 0  | 0  | 0  | 0  | 0  | 8      |
| 23   | Cuba          | 0   | 1       | 0      | 0  | 0  | 0  | 0  | 1  | 8      |
| 23   | Saint Lucia   | 1   | 0       | 0      | 0  | 0  | 0  | 0  | 0  | 8      |
| 23   | Dominica      | 1   | 0       | 0      | 0  | 0  | 0  | 0  | 0  | 8      |
| 23   | Finlandia     | 0   | 1       | 0      | 0  | 0  | 0  | 0  | 1  | 8      |
| 23   | Irlanda       | 0   | 0       | 0      | 0  | 2  | 0  | 0  | 0  | 8      |
| 30   | Algeria       | 0   | 1       | 0      | 0  | 0  | 0  | 0  | 0  | 7      |
| 30   | Serbia        | 0   | 0       | 0      | 0  | 1  | 1  | 0  | 0  | 7      |
| 30   | Austria       | 0   | 0       | 0      | 0  | 1  | 1  | 0  | 0  | 7      |
| 30   | Cina          | 0   | 0       | 0      | 1  | 0  | 0  | 1  | 0  | 7      |
| 34   | Benin         | 0   | 0       | 1      | 0  | 0  | 0  | 0  | 0  | 6      |
| 34   | Corea del Sud | 0   | 0       | 1      | 0  | 0  | 0  | 0  | 0  | 6      |
| 34   | Estonia       | 0   | 0       | 1      | 0  | 0  | 0  | 0  | 0  | 6      |
| 34   | Slovenia      | 0   | 0       | 1      | 0  | 0  | 0  | 0  | 0  | 6      |
| 38   | Ungheria      | 0   | 0       | 0      | 0  | 1  | 0  | 0  | 1  | 5      |
| 39   | Giappone      | 0   | 0       | 0      | 0  | 0  | 0  | 1  | 1  | 3      |
| 39   | Nigeria       | 0   | 0       | 0      | 0  | 0  | 1  | 0  | 0  | 3      |
| 39   | Uganda        | 0   | 0       | 0      | 0  | 0  | 1  | 0  | 0  | 3      |
| 39   | Camerun       | 0   | 0       | 0      | 0  | 0  | 1  | 0  | 0  | 3      |
| 43   | Lussemburgo   | 0   | 0       | 0      | 0  | 0  | 0  | 1  | 0  | 2      |
| 43   | Brasile       | 0   | 0       | 0      | 0  | 0  | 0  | 1  | 0  | 2      |
| 45   | Cipro         | 0   | 0       | 0      | 0  | 0  | 0  | 0  | 1  | 1      |
| 45   | Croazia       | 0   | 0       | 0      | 0  | 0  | 0  | 0  | 1  | 1      |
| 45   | Romania       | 0   | 0       | 0      | 0  | 0  | 0  | 0  | 1  | 1      |
| 45   | Kazakistan    | 0   | 0       | 0      | 0  | 0  | 0  | 0  | 1  | 1      |
| 45   | Messico       | 0   | 0       | 0      | 0  | 0  | 0  | 0  | 1  | 1      |